# Tasiocera apheles
Tasiocera apheles là một loài ruồi trong họ Limoniidae. Chúng phân bố ở miền Australasia.